# Osorno la Mayor
Osorno la Mayor är en kommun i Spanien.   Den ligger i provinsen Provincia de Palencia och regionen Kastilien och Leon, i den norra delen av landet, 230 km norr om huvudstaden Madrid. Antalet invånare är 1 435. Arean är 89 kvadratkilometer.
Terrängen i Osorno la Mayor är platt.